# 瑪麗亞·費奧多蘿芙娜皇后 (符騰堡的索菲·多蘿西亞)
玛丽亚·费奥多罗芙娜（俄语：Мария Фёдоровна ，英语：Maria Feodorovna，1759年10月25日—1828年11月5日），出生名为索菲·多萝西亚，出生于公爵城堡，是腓特烈二世·欧根的长女。她是俄罗斯帝国的保罗一世（帕维尔·彼得洛维奇）的第二任妻子，头衔为玛丽亚·费奥多罗芙娜皇后，婚前是符腾堡王国的索菲·玛丽·多萝西娅·奥古斯塔·路易丝郡主（Duchess Sophie Marie Dorothea Auguste Louise of Württemberg）。她与保罗一世育有四男六女，包括后来的亚历山大一世和尼古拉一世。